# Jean Van Nerom
Jean Prosper Charles Léon Marie Edouard Van Nerom (Brussel, 9 juli 1896 - onbekend) was een Belgisch hockeyer.

## Levensloop
Van Nerom was actief bij Brussels HC en Royal Léopold.
Daarnaast maakte hij deel uit van het Belgisch hockeyteam. Met de nationale ploeg nam hij onder meer deel aan de Olympische Zomerspelen van 1920, alwaar hij brons behaalde met de Belgische equipe.